# Dietenheim
Dietenheim är en stad i Alb-Donau-Kreis i förbundslandet Baden-Württemberg i Tyskland. Kommunen består av ortsdelarna (tyska Ortsteile) Dietenheim och Regglisweiler. Folkmängden uppgår till cirka 6 900 invånare, på en yta av 18,76 kvadratkilometer.
Staden ingår i kommunalförbundet Dietenheim tillsammans med kommunerna Balzheim och Illerrieden.

## Befolkningsutveckling
| Befolkningsutvecklingen i Dietenheim 1975–2015 | Befolkningsutvecklingen i Dietenheim 1975–2015 | Befolkningsutvecklingen i Dietenheim 1975–2015 | Befolkningsutvecklingen i Dietenheim 1975–2015 | Befolkningsutvecklingen i Dietenheim 1975–2015 |
| ---------------------------------------------- | ---------------------------------------------- | ---------------------------------------------- | ---------------------------------------------- | ---------------------------------------------- |
|                                                |                                                |                                                |                                                |                                                |
| År                                             |                                                |                                                | Folkmängd                                      | Areal (ha)                                     |
| 1975                                           | 1975                                           |                                                | 5 154                                          | 1 875                                          |
| 1980                                           | 1980                                           |                                                | 5 141                                          |                                                |
| 1985                                           | 1985                                           |                                                | 5 102                                          |                                                |
| 1990                                           | 1990                                           |                                                | 5 588                                          |                                                |
| 1995                                           | 1995                                           |                                                | 6 524                                          | 1 876                                          |
| 2000                                           | 2000                                           |                                                | 6 492                                          |                                                |
| 2005                                           | 2005                                           |                                                | 6 569                                          | 1 875                                          |
| 2010                                           | 2010                                           |                                                | 6 588                                          | 1 876                                          |
| 2015                                           | 2015                                           |                                                | 6 703                                          |                                                |
|                                                |                                                |                                                |                                                |                                                |